# Franz Reuleaux
Franz Reuleaux (30. rujna 1829. – 20. kolovoza 1905.), bio je njemački inženjer mehanike, kojeg se često smatra ocem kinematike. U svoje vrijeme bio je vodeći stručnjak u području, postao je predsjednik Berlinske Kraljevske Tehničke Akademije, te je dao značajne doprinose u različitim područjima znanosti. U suvremeno vrijeme najpoznatiji je po Reuleauxovom trokutu.

## Biografija
Rođen je u tadašnja Prusiji u obitelji mehaničara, završio je politehnički školu u Karlsruheu, te studirao na sveučilištima u Bonnu i Berlinu.